# Bulbophyllum atropurpureum
Bulbophyllum atropurpureum es una especie de orquídea epifita  originaria de Brasil.

## Descripción
Es una orquídea de pequeño tamaño, con hábitos de epifita con una separación de  1 cm entre cada pseudobulbo cónico,  y llevando una sola hoja, apical, rígida, de color verde claro con 4 ángulos, linear-lanceolada, Florece en el otoño en Brasil en una inflorescencia basal, rígida, fina, púrpura, de 18 cm de largo, erecta a arqueada luego en ángulo recto en el raquis, con varias a muchas flores.

## Distribución y hábitat
Se encuentra en el sureste de Brasil, a una altitud de 300 metros en los bosques de niebla.

## Taxonomía
Bulbophyllum atropurpureum fue descrita por João Barbosa Rodrigues y publicado en Genera et Species Orchidearum Novarum 1: 41. 1877.
Etimología
Bulbophyllum: nombre genérico que se refiere a la forma de las hojas que es bulbosa.
atropurpureum: epíteto latino que significa "de color púrpura oscuro".
Sinonimia
- Didactyle atropurpurea (Barb.Rodr.) Barb.Rodr.[4][5]